# Dracula: Prince of Darkness
Dracula: Prince of Darkness es una película británica de 1966. Es la tercera película de la saga del conde Drácula realizada en por la Hammer Productions y con actuación de Christopher Lee.
Tras el paréntesis que representa la película Las novias de Drácula (1960), en la que el Drácula del título es sustituido por el Barón Meinster, aparece esta segunda entrega del Drácula original de la Hammer, con Lee de nuevo en su papel más característico. De igual modo, supone la última aportación del director Terence Fisher al ciclo, que renovó las constantes estéticas e idiosincrásicas del personaje.
Drácula no pronuncia una sola palabra en toda la película, y aparece tan sólo en cinco escenas.
La película se grabó junto con la película Rasputín, lo que explica que muchos de los escenarios y la mayor parte del reparto aparecen en ambas películas.

## Argumento
Han pasado 10 años desde que el conde Drácula fue destruido. Dos hermanos británicos, Alan y Charles, y sus respectivas esposas, Helen y Diana, hacen un viaje por la zona de los Cárpatos. El padre Sandor, abad de Kleinberg, envía un mensaje a los miembros de una expedición que se dirige a las montañas, aconsejándoles no seguir adelante. A pesar del aviso, los Kent deciden continuar el viaje. Al anochecer, su aterrado cochero se niega a seguir avanzando y los abandona en medio del bosque. En tal circunstancia, aparece un misterioso carruaje negro que los conduce a un enorme y misterioso castillo, donde son hospitalariamente recibidos por el mayordomo del difunto conde Drácula. Drácula resurge y va a por los 4 visitantes de su castillo, que no sospechan de su presencia.

## Reparto
- Christopher Lee - Dracula
- Barbara Shelley - Helen
- Andrew Keir - Padre Sandor
- Francis Matthews - Charles
- Suzan Farmer - Diana
- Jack Lambert - Hermano Peter